# Aktse

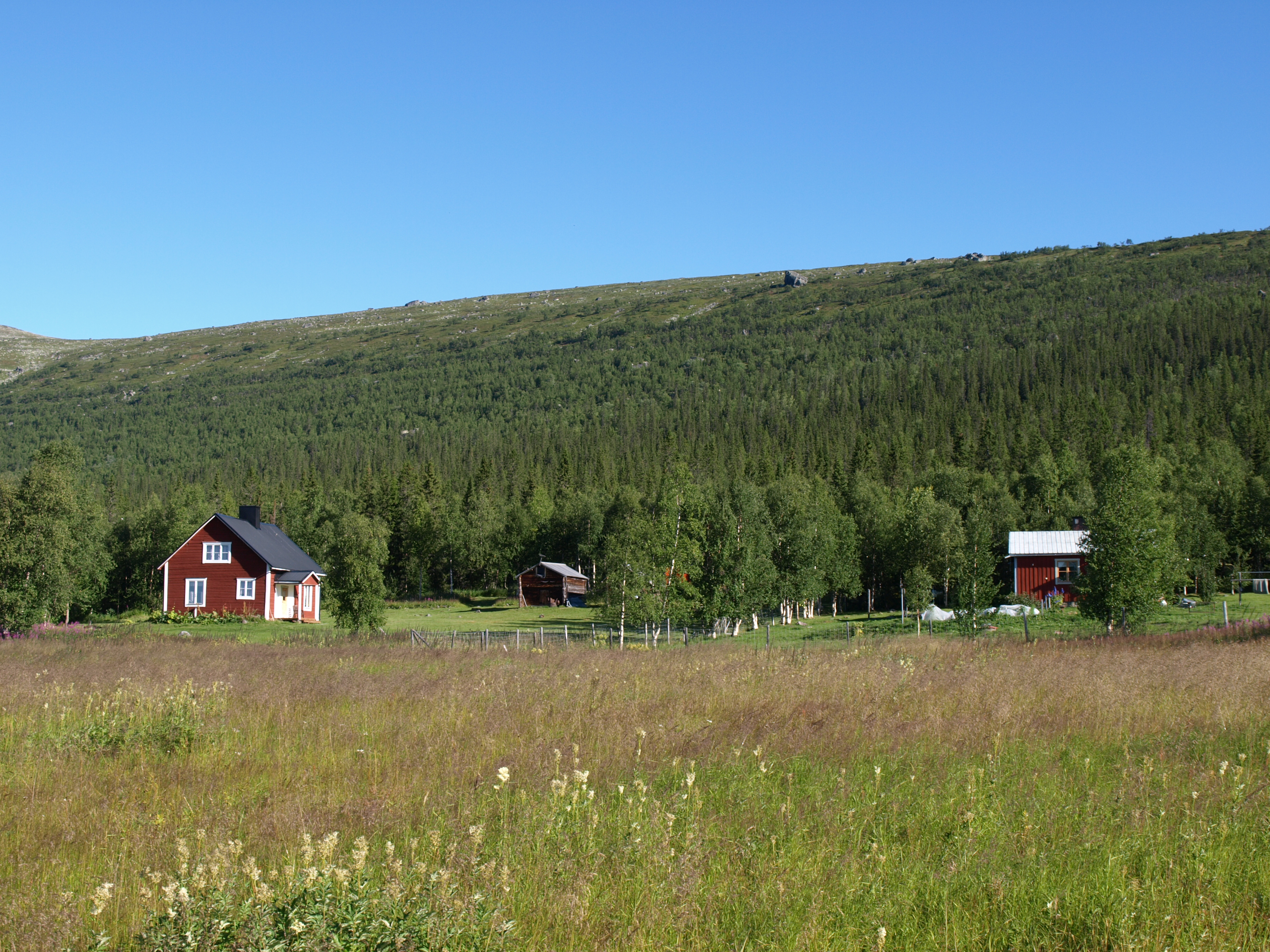
Hemmanet Aktse.

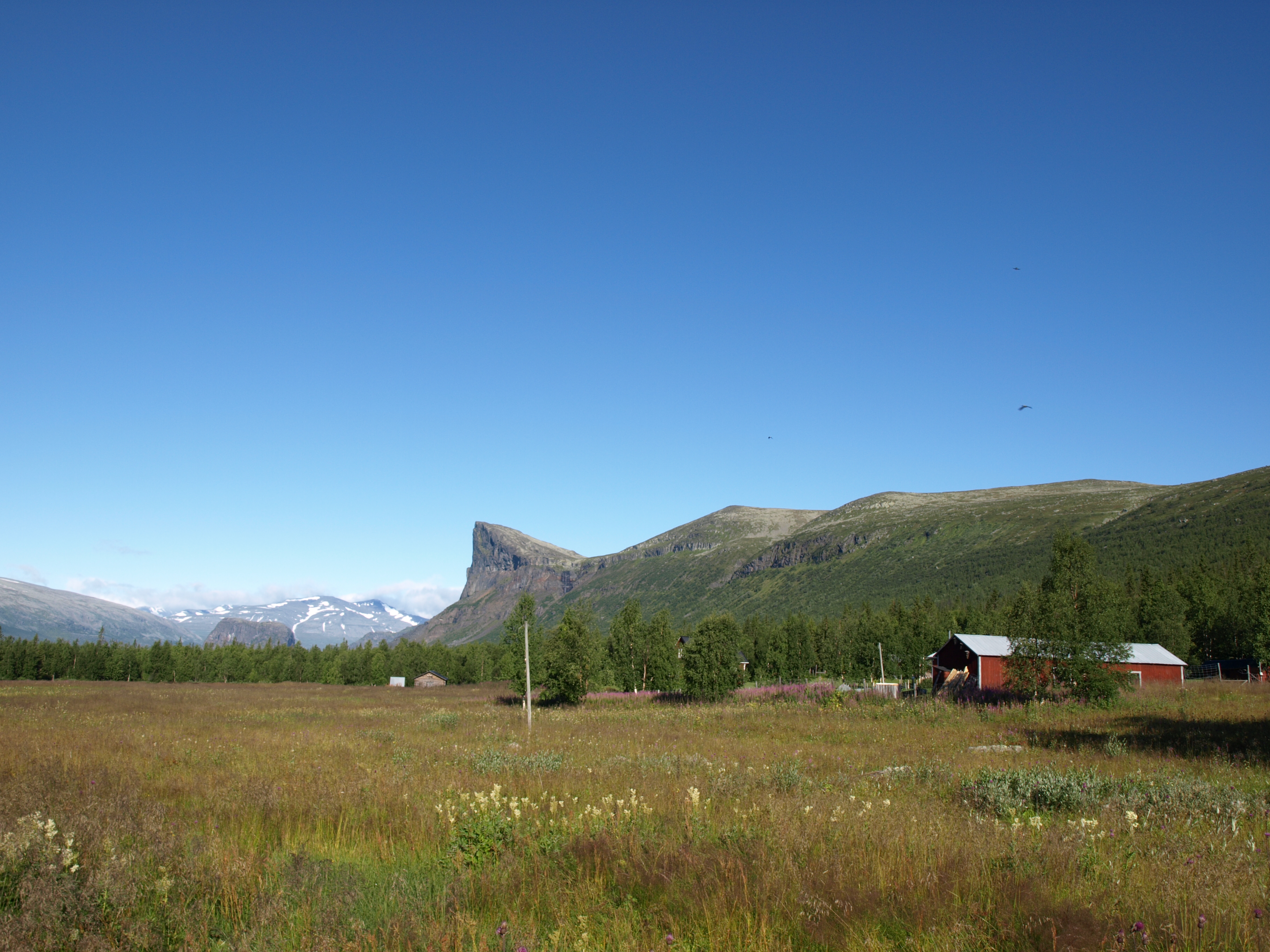
Aktse med Skierfe i bakgrunden.

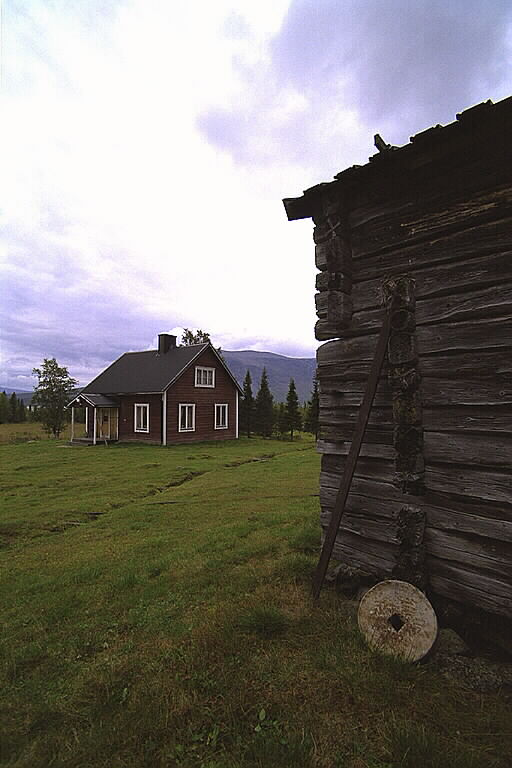
Bild över hemmanet från 2001.

Aktse är ett gammalt fjällhemman och utgör porten till Sarek. Den populära vandringsleden Kungsleden går förbi Aktse, och Svenska Turistföreningen driver där en fjällstuga. Stugan ligger precis norr om sjön Laitaure och precis öster om Rapadalen och dess delta, och gränsen till Sareks nationalpark ligger knappt en kilometer väster om Aktse. Förbi stugan går Kungsleden, där Pårtsestugan är nästa anhalt söderut och Sitojaurestugorna norrut. För att ta sig till Pårtsestugan måste man ta sig över sjön Laitaure, antingen med båt på sommaren eller genom att skida över isen på vintern.

## Historia
Aktse betyder "nio" på samiska och namnet kommer ifrån ett stort karakteristiskt stenblock som kallas "Aktsekallio". Stenblocket är en gammal offerplats belägen på fjällåsen norr om hemmanet och enligt sägnen har nio björnar, som använt stenen som ide, dödats där under årens lopp.
Hemmanet Aktse ska ha bildats av två bröder, Amul och Pietar Länta, som hade papper på att de ägde markerna 1829. De första bostäderna var torvkåtor, men under årens lopp har ett antal stugor byggts.
Marken som ingick i hemmanet var cirka en och en halv mil lång och sträckte sig längs hela sjön Laitaure. Ett gammalt lantmäteridokument benämner många av markerna i det kringliggande området som odugliga med slyland och fjällberg. Det ursprungliga hemmanet delades så småningom mellan bröderna, Petter sålde sin gård till en sågverksägare vid namn Norberg. Familjen Länta brukade vallen och slåtterängarna ute på deltat (slåtterängarna är egentligen myrängen som slogs med lie in på femtiotalet) i och med att det var samfälld mark, eftersom Norberg mest var intresserad av skogen. 1945 sålde Norberg sin del till Naturskyddsföreningen på grund av ekonomiska bekymmer. Naturskyddsföreningen renoverade på 1950-talet den andra stamfastigheten som Petters släkt byggde Den delen av hemmanet som släkten Länta fortsatte att ha i sin ägo finns ännu kvar och är nästan helt intakt. En del har dock sålts till Svenska Turistföreningen och en del till en doktor vid namn Fries, vilket skedde på 1930-talet.

Slåtterängarna och byggnaderna i Aktse syns framför sjön Laitaure. I bakgrunden syns Tjakkeli, Rapadalen och Skierfe